# Al-Muʿizz
Abū Tamīm Maʿadd al-Muʿizz li-Dīn Allāh (ابو تميم معد المعزّ لدين الله, DMG Abū Tamīm Maʿadd al-Muʿizz li-Dīn Allāh; * ca. 930 in Mahdiya; † 975 in Kairo) war der vierte Kalif der Fatimiden und der 14. Imam der Ismailiten. In der Zeit seiner Herrschaft (953–975) verlagerte sich das Machtzentrum der Fatimiden von Ifrīqiya nach Ägypten, wobei Wissenschaft und Künste in Ägypten eine Blütezeit erlebten. Er selbst widmete sich der Philosophie, Literatur, Astrologie und beherrschte mehrere Sprachen.

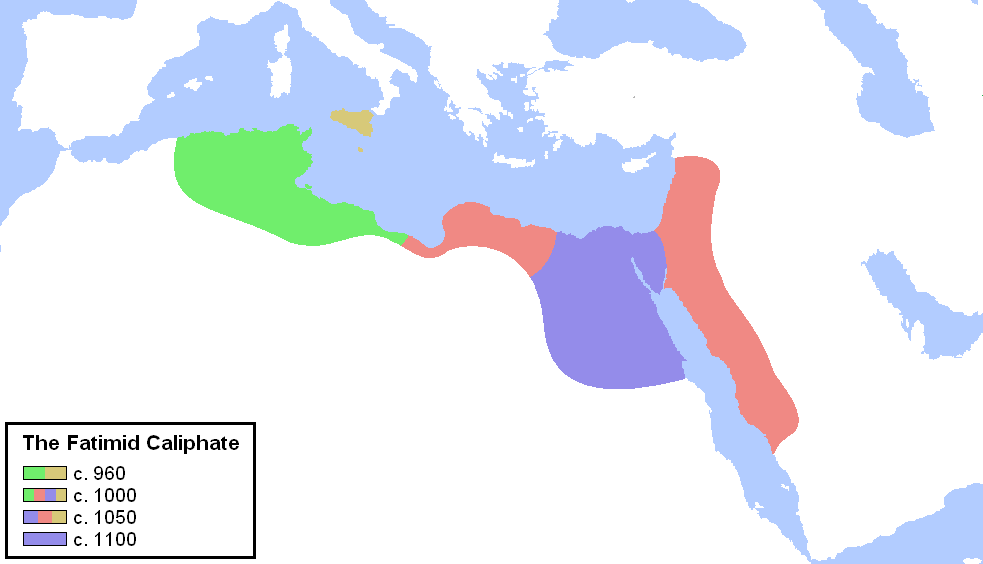
Das fatimidische Kalifat

## Leben
Im Jahr 953 übernahm er nach dem Tod seines Vaters Ismail al-Mansur (reg. 946–953) das Kalifat.
Nachdem die Fatimiden unter seinem Vater den Aufstand des Abu Yazid niedergeschlagen hatten, begannen sie unter al-Muizz erneut mit dem Versuch, ihr Kalifat in der gesamten islamischen Welt durchzusetzen und die Abbasiden zu stürzen. Ab 955 bekämpften sie unter dem General Dschauhar as-Siqillī zunächst die Berberstämme in Marokko sowie die Umayyaden (siehe: Kalifat von Córdoba). Auch wenn die Umayyaden nicht unterworfen werden konnten, wurde doch bis 968 die fatimidische Herrschaft in den maghrebinischen Gebieten weitgehend gesichert. Gleichzeitig konnte durch die fatimidischen Eroberungszüge gegen Italien die Seeherrschaft im westlichen Mittelmeer gegen Byzanz behauptet werden (Waffenstillstand 967).
Nachdem sie mit den Eroberungen Tunesiens, Algeriens, Teilen Marokkos und Siziliens ihre Westflanke gesichert hatten, wandten sie sich gegen ihr Hauptziel Ägypten und die arabische Halbinsel. Als die dortige Dynastie der Ichschididen infolge einer wirtschaftlichen Krise geschwächt war und auch von den Abbasiden keine Gefahr auszugehen schien, eroberten die Fatimiden unter Dschauhar as-Siqillī 969 ohne großen Widerstand Ägypten. In den Jahren von 969–970 unterwarfen sich Mekka und Medina der Führung al-Muizzs.
Von Ägypten aus wurden mehrere Feldzüge gegen die Qarmaten und Hamdaniden in Syrien geführt. Nach der Eroberung Syriens im Jahr 970, ging die neue Provinz bereits ein Jahr später wieder an die Qarmaten verloren, die 971 vergeblich versuchten Ägypten zu erobern.
Nach abschließenden Vorbereitungen verlegte al-Muizz 972 die Residenz des Reiches von al-Mahdiya (Tunesien) nach Ägypten in die 969 neu gegründete Residenzstadt al-Qahira al-Muizziyya („Die Siegreiche des al-Muizz“; Kairo) und beendete damit das lokale abbasidische Kalifat. Nach der Abwehr einer erneuten Invasion der Qarmaten 974, eroberte al-Muizz Damaskus und schloss mit den Qarmaten einen Friedensvertrag. Dadurch wurden die Fatimiden zur dominierenden muslimischen Macht im östlichen Mittelmeerraum. Im alten Stammsitz der Fatimiden in Ifriqiya war Buluggin Ibn Ziri zum Gouverneur ernannt worden und begründete in Qairawan (Tunesien) die Dynastie der Ziriden (972–1148).
Als al-Muizz wahrscheinlich am 25. Dezember 975 starb, trat sein Sohn al-ʿAzīz († 996) die Nachfolge an.

## Reformen

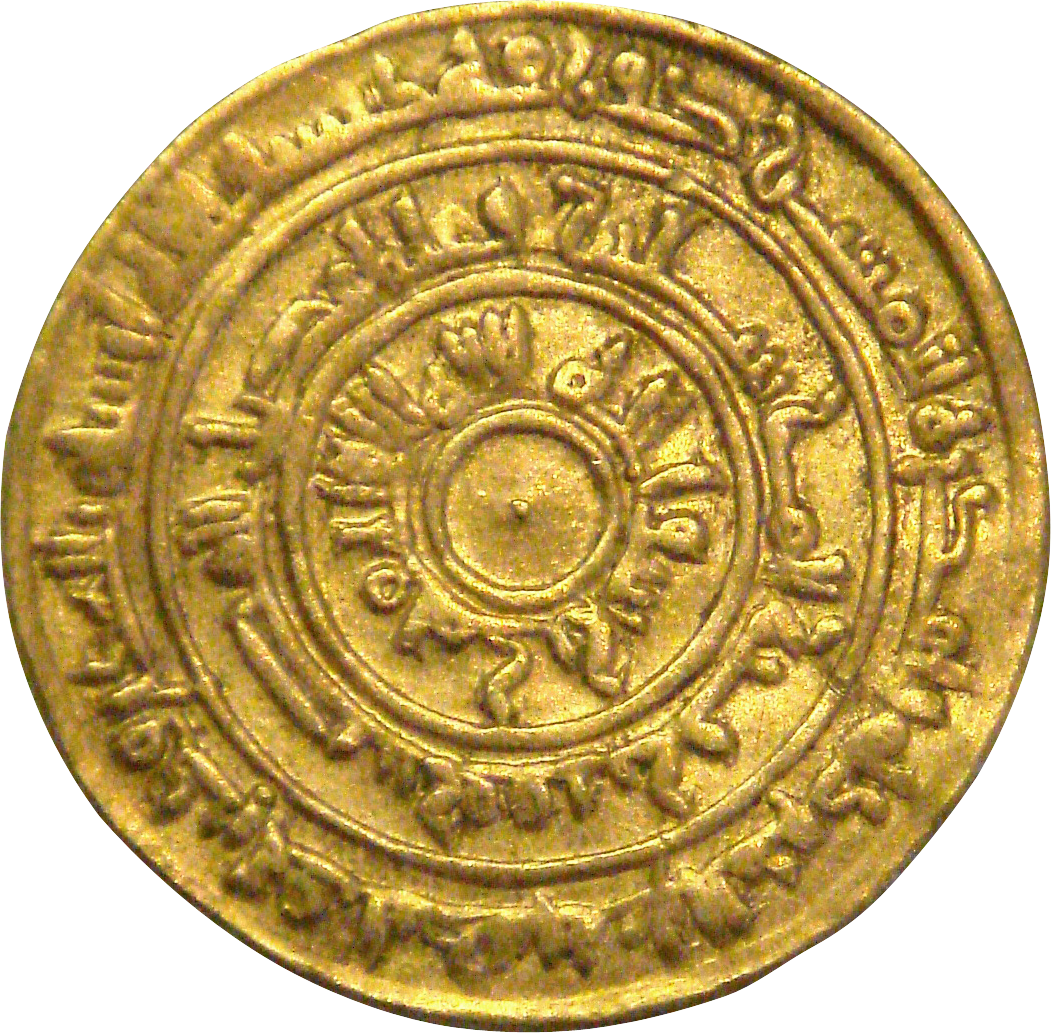
Golddinar des Kalifen al-Muizz, Ägypten, Kairo, 969 n. Chr.

Al-Muizz verbrachte den Großteil seines Lebens im Maghreb. In Ägypten selbst verbrachte er bis zu seinem Tod lediglich drei Jahre. Trotz dessen beeinflusste seine Regentschaft das dortige politische, religiöse, kulturelle und soziale Leben nachhaltig. Al-Muqaddasi bezeichnete die neue fatimidische Hauptstadt Kairo 987 als größte und wichtigste Metropole im Nahen Osten.
Unter Mithilfe von Yaqub Ibn Killis wurde das Steuersystem zentralisiert und die Wirtschaft effektiver gestaltet. Die alte ichschidische Währung wurde durch den Golddinar ersetzt, der während der fatimidischen Ära zur Standardwährung im südöstlichen Mittelmeerraum wurden. Um den Seehandel vor Piraterie schützen, initiierte al-Muizz den Aufbau einer Flotte. Laut al-Maqrizi wurde dabei auch auf die Hilfe von Europäern zurückgegriffen:

„Die Franken wurden als Handwerker angeheuert, um für die Flotte Waffen herzustellen und andere Dienste in Kairo zu verrichten.“

Um den Schiffshandel auszubauen, wurden an der Küste Ägyptens, am Roten Meer und entlang des Nils Schiffswerften errichtet. Dass diese Innovationen nicht unbeachtet blieben, beweisen die semantischen Ähnlichkeiten zwischen dem arabischen Begriff für Werft (dār al-ṣināʿa) und dem im europäischen Sprachraum übernommenen Begriff Arsenal. Ein weiteres Beispiel ist die Bezeichnung des fatimidischen Flottenkommandeurs Amīr al-Baḥr als Admiral.
In die Zeit von al-Muizz fällt auch die Gründung der al-Azhar-Universität (969), die zu einem religiösen Zentrum für die Ausbildung ismailitischer Missionare (dāʿī) wurde. Obwohl Kairo zum Ausgangspunkt der ismailitischen Mission wurde, unternahmen die Fatimiden nur geringe Anstrengungen, ihre Doktrin innerhalb der ägyptischen Bevölkerung zu verbreiten. Von größerer Bedeutung war die erstmalige Missionierung außerhalb des fatimidischen Herrschaftsbereichs, die besonders auf die Qarmaten abzielte. Mit Hilfe ihrer Unterstützung sollten weitere abbasidischer Provinzen im Osten erobert werden.

## Verhältnis zu den Kopten
Die christlichen Kopten erhielten unter al-Muizz viele Freiräume. Sie konnten in die höchsten Ämter aufsteigen und ihren Glauben frei ausleben. Unter al-Muizz wurde der Kopte Quzman Ibn Mina zum Gouverneur in Syrien ernannt, während Abu al-Yamn Yussuf das Amt des Steuerverwalters von Ägypten und Palästinas innehatte. Bis auf einige Ausnahmen wurde den Kopten die öffentliche Zelebrierung ihres Neujahrfestes Nayrūz gestattet.
Der respektvolle Umgang des Fatimidenherrschers mit den Nichtmuslimen ist zum Ausgangspunkt mehrerer Legenden geworden. Eine dieser Legenden erzählt von einer Wette, die nach einem Streit zwischen dem zum Islam konvertierten Yakub Ibn Killis und dem koptischen Papst Abraham von Alexandria entstand. Al-Muizz forderte den Papst darauf auf, zum Berg Muqattam im Osten Kairos zu gehen und einen Versteil aus dem Evangelium des Matthäus (Mt 17,20 ) zu zitieren:

„Amen, das sage ich euch: Wenn euer Glaube auch nur so groß ist wie ein Senfkorn, dann werdet ihr zu diesem Berg sagen: Rück von hier nach dort!, und er wird wegrücken. Nichts wird euch unmöglich sein.“

Nach koptischen Quellen wies Abraham von Alexandria darauf die koptische Gemeinde an, eine Nachtwache abzuhalten und drei Tage und Nächte lang zu beten. In der dritten Nacht hatte der koptische Papst einen Traum, in dem ihn die Jungfrau Maria anwies, nach einem Mann mit einem Krug Wasser in den Straßen zu suchen. Die Legende berichtet weiter, dass der Papst, nachdem er den Betreffenden namens Simon der Schuster auf dem Markt gefunden hatte, zusammen mit diesem zum Berg Muqattam ging, wo sich dieser dank ihrer gemeinsamen Gebete in Bewegung setzte.
Diese Legende ist in dem Buch „Alexandrinische Patriarchengeschichte“ von Sawirus ibn al-Muqaffa' festgehalten. Spätere koptische Quellen spinnen die Legende weiter, indem sie behaupten, dass al-Muizz infolge des Wunders zum Christentum konvertierte und sich in der Kirche des Heiligen Mercurius in Kairo taufen ließ, die heute unter dem Namen „Taufkirche des Sultans“ bekannt ist. Nach dieser Taufe soll al-Muizz den Thron an seinen Sohn abgegeben und den Rest seines Lebens in einem Kloster verbracht haben.

## Nachkommen
Neben den vier bekannten Söhnen hatte al-Muizz noch sieben Töchter, von denen allerdings nur drei namentlich bekannt sind:
- Abu Ali Tamim († zwischen 984 und 986).
- Abdallah († 8. Februar 975), designierter Nachfolger.
- Abu’l-Mansur Nizar († 13. Oktober 996), Nachfolger als Kalif al-Aziz.
- Aqil
- Abda al-Kubra
- Abda
- Raschida